# Wojskowa Służba Ochrony Powstania

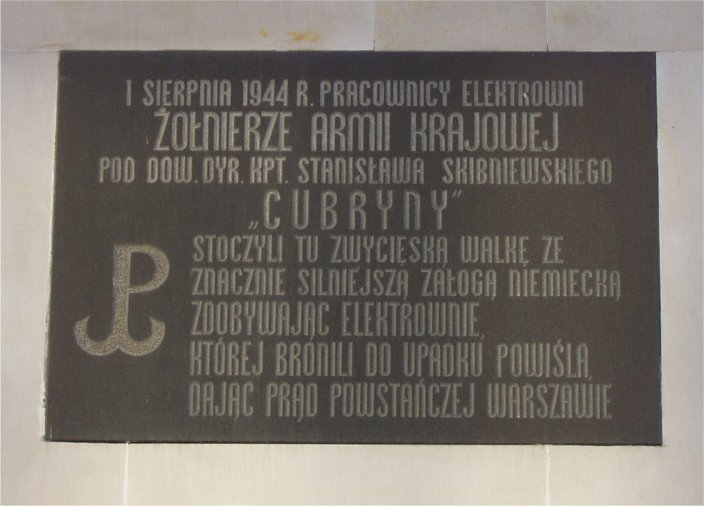
Tablica pamiątkowa przy ul. Tamka, upamiętniająca żołnierzy WSOP Elektrownia

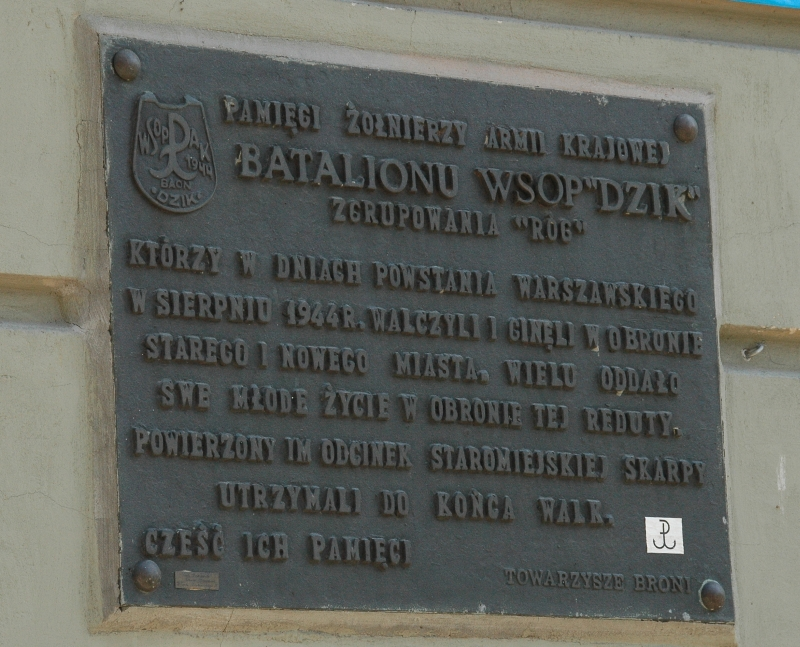
Tablica upamiętniająca walki prowadzone przez Batalion WSOP „Dzik” na budynku przy ul. Boleść 2

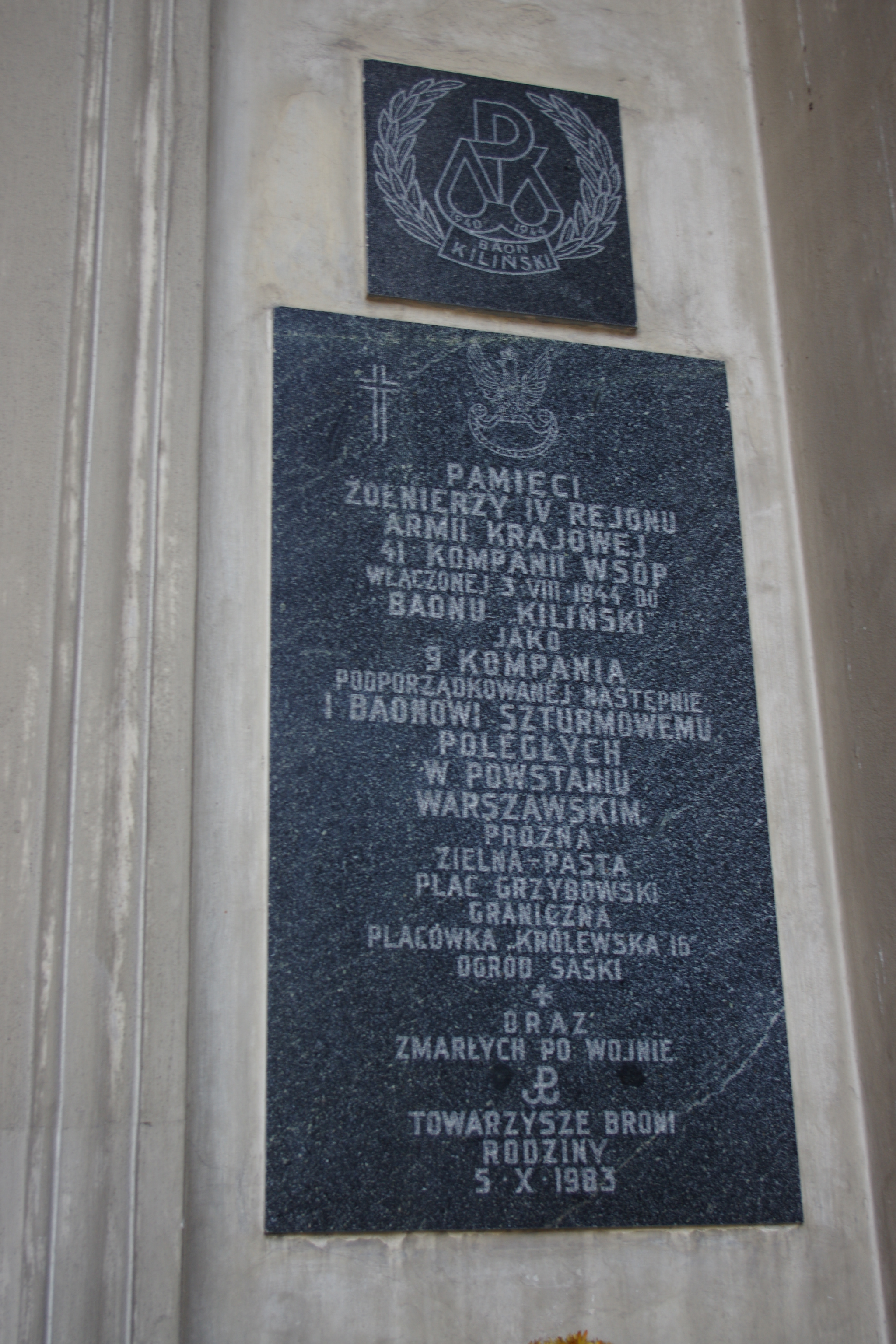
Tablica upamiętniająca żołnierzy IV Rejonu AK 41 Kompanii WSOP na fasadzie kościoła Wszystkich Świętych

Wojskowa Służba Ochrony Powstania (WSOP) – formacja wojskowa powstała na mocy rozkazu gen. Stefana Roweckiego z 15 lipca 1941 (według innej wersji 29 września 1941), początkowo pod nazwą „Służba Ochrony Powstania” (SOP) (od 1943 Wojskowa Służba Ochrony Powstania) jako konspiracyjna struktura tworzona m.in. do zwalczania dywersji i sabotażu, służby ochronno-wartowniczej i garnizonowej, w związku z przygotowywaniem powstania powszechnego. Początkowo podlegała Oddziałowi I (Organizacyjnemu) Komendy Głównej Armii Krajowej, zaś od 1943 Oddziałowi IV Kwatermistrzowskiemu Komendy Głównej AK. W czasie powstania warszawskiego część oddziałów WSOP pełniła funkcje oddziałów liniowych i brała udział w walkach.

## Historia WSOP
Inicjatorem powołania służby był Delegat Rządu na Kraj Cyryl Ratajski „Wartski”. Oddziały miały m.in. wcielić organizowane oddziały wojskowe Stronnictwa Ludowego, krypt. „Trójkąt” oraz Polskiej Partii Socjalistycznej, krypt. „Koło”. Według tej koncepcji oddziały Stronnictwa Ludowego miały tworzyć „Straż Ochrony Wiejskiej”, zaś PPS organizować oddziały na terenie miast i ośrodków robotniczych. Pierwsze dyskusje nad statutem Służby przeprowadzono na jesieni 1940 roku. Jednak wiosną 1941 przedstawiciele Stronnictwa Ludowego, sprzeciwili się koncepcji udziału w strukturach wojskowych tworząc własne oddziały Straży Chłopskiej „Chłostra”. Ostatecznie WSOP został zorganizowany w początkach 1943 bez udziału ludowców. Najsilniejsze struktury Służby istniały w Warszawskim Okręgu AK. W meldunku nr 109 z 31 stycznia 1942 gen. Rowecki określił stany WSOP w poszczególnych okręgach:
- Warszawski Okręg AK – wyznaczono inspektora okręgu oraz inspektorów obwodów. Zakończono klasyfikację obiektów i zadań. Ustalono liczbę oddziałów i wyznaczono ok. 40% dowódców plutonów i 15% dowódców drużyn.
- Okręg Województwa warszawskiego – wyznaczony inspektor okręgu, oraz inspektorzy obwodów. Nie zakończono klasyfikacji obiektów. Wyznaczono część dowódców plutonów i drużyn.
- Lubelski Okręg AK – wyznaczono inspektora okręgu, oraz inspektorów obwodów (z wyjątkiem Lublina). Klasyfikacja obiektów zakończona. Wyznaczono 40% dowódców plutonów, drużyn i sekcji.
- Kielecki Okręg AK – wyznaczono inspektora okręgu i inspektorów obwodowych. Klasyfikacja obiektów i obsadzanie dowódców w toku.
- Krakowski Okręg AK – inspektor okręgu i 75% inspektorów obwodowych wyznaczono. Klasyfikacja obiektów i obsadzanie dowódców w toku.
- Łódzki Okręg AK – praca organizacyjna w toku, brak szczegółowych danych.
- Śląski Okręg AK – rozkaz tworzenia SOP nie został wydany. Miało to nastąpić w lutym 1942.
- Pomorski Okręg AK – praca organizacyjna SOP nie rozpoczęta.
- Poznański Okręg AK – praca organizacyjna SOP nie rozpoczęta.
- Lwowski Obszar AK – podjęto pracę wstępną dla wyznaczenia inspektorów.
- Białostocki Obszar AK – prace na organizacją SOP nie zarządzone.
- Wileński Okręg AK – praca nad SOP rozpoczęta. Oddziały powstają z dotychczasowych oddziałów ochronnych ZWZ[7].

W meldunku organizacyjnym Dowódcy Armii Krajowej za okres od 1 września 1942 do 1 marca 1943 określono stan organizacji WSOP:
- Warszawski Okręg AK – ustalono ostatecznie zadania dla oddziałów ochronnych i obwodowych[8];
- Lubelski Okręg AK – stan oddziałów nadal niewystarczający, choć zwiększono stany oddziałów, wzmocniono kadrę dowódczą oraz wyznaczono obiekty wymagające ochrony[9];
- Kielecki Okręg AK – dokonano ostatecznego przydziału obiektów przeznaczonych do ochrony i rozpoczęto szkolenie oddziałów do oczekujących ich zadań[10];
- Krakowski Okręg AK – organizację oddziałów wykonano 75% w stosunku do przyszłych zadań. Na terenie Krosna podjęto budowę oddziałów od nowa[10];
- Łódzki Okręg AK – brak kierownika WSOP, praca nie rozpoczęta ze względu na brak ludzi w terenie[11];
- Białostocki Okręg AK – oddziały w organizacji. Na terenie każdej gminy istnieje drużyna lub pluton WSOP[12];
- Lwowski Okręg AK – oddziałów nie zorganizowano[13];
- Wileński Okręg AK – rozpoczęto organizację oddziałów szkieletowych[14];
- Wołyński Okręg AK – ze względu a brak elementu polskiego nie tworzy się oddziałów[14].

Według meldunku Komendanta Głównego AK za okres od 1 marca 1943 do 31 sierpnia 1943 wskazano, że przeprowadzono realizację wytycznych i zadań ujętych w instrukcji WSOP, oraz opracowano wytyczne szkolenia i instrukcje o asystencji wojskowej. Wytyczne te jednak przepadły w związku z aresztowaniem inspektora głównego.
- Obszar Nr I Warszawa – w podokręgach lewobrzeżnym i prawobrzeżnym organizacja plutonów WSOP nadal niekompletna, osiągnięto dotąd 65% wymaganych stanów[16];
- Warszawski Okręg AK – zadania dla oddziałów WSOP uzgodniono z zadaniami bojowymi[17];
- Lubelski Okręg AK – zadania dla WSOP wyznaczone, stan plutonów wystarczający[18];
- Kielecki Okręg AK – organizowanie oddziałów WSOP ukończone. Ilość oddziałów w znacznej części pokrywa zapotrzebowanie wynikające z przydzielonych zadań. Plutony uzupełnione do pełnych stanów[19];
- Krakowski Okręg AK – organizacja WSOP daleko posunięta, uzupełniano oddziały szkieletowe do pełnej obsady[20];
- Śląski Okręg AK – z braku dostatecznej ilości ludzi WSOP nie zorganizowano[21];
- Łódzki Okręg AK – ze względu na brak kadry i dostatecznej liczby ludzi, nie zorganizowano oddzielnych oddziałów WSOP[22];
- Białostocki Okręg AK – organizacja WSOP następuje powoli, stany stopniowo uzupełniane a zadania wyznaczane[23];
- Poleski Okręg AK – WSOP organizowane wyłącznie w Inspektoracie Brześć[14];
- Lwowski Obszar AK – ze względu na brak ludzi nie tworzy się oddzielnych oddziałów WSOP, natomiast przy oddziałach bojowych tworzone są czwarte drużyny z przeznaczeniem na WSOP[24].

W meldunku za okres od 1 września 1943 do 29 lutego 1944 Komendant Główny AK meldował, iż „przygotowania oddziałów WSOP do wykonania zadań posunęły się naprzód”.

### Zadania WSOP
WSOP miało odciążyć oddziały zbrojne podczas opanowania terenu, oraz po jego opanowaniu od służby ochronnej i wartowniczej, oraz zapewnić porządek i bezpieczeństwo publiczne na obszarze objętym powstaniem, gdy władze bezpieczeństwa nie mogły go zapewnić własnymi siłami. Zgodnie z przyjętym statutem, w wypadku wybuchu powstania głównymi zadaniami WSOP-u miały być:
- współdziałanie z oddziałami bojowymi przy opanowaniu ważnych obiektów w celu przejęcia ich ochrony;
- ochrona obiektów ważnych dla działań wojennych oraz obiektów użyteczności publicznej (obiektów przemysłowych, urzędów, stacji kolejowych, poczty);
- zwalczanie nieprzyjacielskiej akcji spadochronowej i partyzanckiej;
- zwalczanie dywersji, sabotażu i zaburzeń masowych;

Do zadań WSOP miały należeć także dozór nad jeńcami oraz obrona przeciwlotnicza, przeciwgazowa i przeciwpożarowa. W razie konieczności oddziały WSOP miały być użyte do walki na równi z oddziałami bojowymi. Dość wyraźnie oddzielano funkcje policyjne PKB od zadań WSOP. W referacie Komendanta Głównego AK na posiedzeniu Krajowej Reprezentacji Politycznej w październiku 1943, gen. Tadeusz Bór-Komorowski stwierdził m.in.: 

Przede wszystkim konieczne jest zorganizowanie już w konspiracji siły politycznej w postacie jednolicie i sprężyście dowodzonego i silnego PKB. Zaznaczyć muszę, że nie należy przy tym zbytnio liczyć na siły WSOP, która ma swoje odrębne, wojskowe zadania i bez uszczerbku dla ich wykonania nie może udzielać pomocy czynnikom cywilnym

### Struktura WSOP
Na czele WSOP stał Główny Inspektor wchodzący w skład Komendy Głównej Armii Krajowej. Według niektórych źródeł pierwszym głównym inspektorem SOP na początku 1941 był Stanisław Tabisz „Piotrowski”, który jednak zrezygnował, lub co bardziej prawdopodobne nie podjął funkcji z uwagi na zastrzeżenia Stronnictwa Ludowego.
Następnie, funkcję głównego inspektora pełnili: ppłk Władysław Galica „Poręba” (od lipca 1941 do aresztowania w czerwcu 1943), płk Józef Koczwara „Zbigniew” (od czerwca 1943 do października 1944). Według niektórych źródeł inspektorem głównym WSOP przed powstaniem był płk Edward Biernacki „Wilk”. Od początku 1943 zastępcą Inspektora Głównego był ppłk Adam Borkiewicz „Leszczyński”, zaś funkcję szefa łączności i sekretariatu pełniła od 1941 do czerwca 1943 Maria Gawrońska „Ludmiła”.
Na poziomie okręgów funkcjonowali inspektorzy okręgowi, którzy podlegali komendantowi okręgu AK, na poziomie obwodów inspektorzy obwodowi, zaś na poziomie rejonów podinspektorzy. Oddziały WSOP formowane były jak oddziały liniowe: w sekcje, drużyny, plutony i kompanie. Początkowo organizowane szkieletowo (dowódcy plutonów i drużyn z zastępcami oraz dowódcy sekcji). Przewidywano wypełnienie składów w trakcie pogotowia przez zaciąg przygotowanych osób, lub po powstaniu drogą przymusowego poboru roczników 1891-1903 oraz ochotników roczników przedpoborowych i starszych powyżej 1891 roku. W drugiej połowie 1942 w ramach SOP utworzono formację „Użyteczności Publicznej”, obejmującej jednostki ochronne wydzielone z pracowników poszczególnych instytucji i przedsiębiorstw, które miały zapewnić funkcjonowanie tych instytucji na rzecz ludności cywilnej. Wydzielone oddziały w uzgodnieniu z inspektorami organizowały plutony ochronne i zadania związane ze zdobyciem i ochroną obiektu.

### WSOP Okręgu Warszawskiego
W Okręgu Warszawskim AK WSOP występował pod kryptonimem: „Niagara” „O”;
- Inspektor – ppłk Franciszek Znamirowski „Narciarz”[33] (aresztowany w czerwcu 1943 wraz z inspektorem głównym WSOP[34]; mjr rez. art. Antoni Łocz „Promień”. Natomiast według informacji A. Sanojcy ostatnim inspektorem był kpt. Kazimierz Karaszewski „Gedrojć” „Wołk”[10]. Natomiast według K.Zarzyckiego i innych źródeł pełnił on funkcję I zastępcy Obwodu I WSOP zaś w marcu 1944 został przeniesiony na stanowisko inspektora WSOP Obwodu VII)[35].
- zastępca – kpt. rez. Adolf Vertun „Blondyn”;
- adiutant – ppor. rez. piech. NN „Krzyżan”;

Inspektorat Okręgowy WSOP składał się z następujących komórek:
- Referat organizacyjny – kpt. rez. Adolf Vertun „Blondyn” (dział ewidencyjno-personalny, dział łączności);
- Referat informacyjny – strz. z cenz. Wacław Riidiger „Nilski”, „Żuraw”; (dział prasowy, dział bezpieczeństwa, dział obozów jenieckich);
- Referat wyszkolenia i kontroli – kpt. rez. Zygmunt Marynowski „Mat”;
- Referat gospodarczy – strz. NN „Niebieski” (dział pieniężny, dział żywnościowy, dział kwaterunkowy, dział taborowy, dział broni i sprzętu);
- Referat Sanitarno-Weterynaryjny – plut. z cenz. lek.med. Juliusz Majkowski „Fenol” (dział służby zdrowia, dział weterynaryjny);
- Referat użyteczności publicznej – kpt. rez. Stanisław Skibniewski „Nelson”, „Cubryna”; (podlegały mu Zgrupowanie Użyteczności Publicznej WSOP „N-9215” (Elektrownia Warszawska, 6 plutonów) oraz Pluton Użyteczności Publicznej WSOP „Nenufar” (Elektrownia Pruszków);
- Referat Wojskowej Służby Kobiet – strz. Leontyna Maria Urbanowicz „Nasturcja”

Natomiast według Antoniego Sanojcy inspektorat okręgowy w Warszawie składał się z referatów: Organizacyjnego (werbunek, ordre de bataille, łączność, ewidencja, instrukcja); Bezpieczeństwa (obserwacja ośrodków zagrożonych akcją antypaństwową, instruowanie w zakresie przygotowania obsady obiektów chronionych); Obrony Przeciwlotniczej (organizacja specjalnych oddziałów, łączność, dobór kadr dowódców pododdziałów); Sanitarny (obsada ochronna ośrodków zdrowia; organizacja patroli sanitarnych dla plutonów WSOP, oddziałów ratowniczo-sanitarnych); Kontroli i Szkolenia (kontrola pracy w dzielnicach, szkolenie taktyczne); Użyteczności Publicznej (organizacja oddziałów ochronnych, łączność wewnętrzna i zewnętrzna, szkolenie, współpraca z innymi komórkami inspektoratu).
W poszczególnych obwodach stan przedstawiał się następująco:
Obwód I – Śródmieście, Stare Miasto
- inspektor – kpt. Adolf Miniasiewicz „Adam”, „Narcyz” (areszt. grudzień 1942); por. rez. Witold Gorayski „Kołczan” „Sopiński”[37] (zg. 26 sierpnia 1944); I zastępca – kpt. Kazimierz Karaszewski „Gedrojć” „Wołk” (do marca 1944); kpt. Jerzy Kowanacki „Jeżewski” (od marca 1944); II zastępca – ppor. Tadeusz Sztalkopf „Zarzycki Kazimierz” (do kwietnia 1944);
- Referat organizacyjny – ppor. cz. woj. Marcelli Truszewski „Misiewicz Ryszard”
- Referat wyszkolenia i kontroli – kpt. sł. st. art. Andrzej Paulo de Silva „Szczęsny
- Referat sanitarny – dr med. Adam Jarmoliński
- Referat gospodarczy – kpt. rez. dr Józef Stojanowski „Praswój”;
- W dyspozycji obwodu 101 kompania WSOP – dowódca kpt. lek. Bohdan Didkowski „Newel”;

Podinspektoraty rejonowe
- Rejon I – podinspektor por. rez. Tadeusz Okolski „Dzik” (15 plutonów w ramach czterech kompanii jako batalion);
- Rejon II – podinspektor pkt. Zygmunt Netzer „Kryska Mikołaj” (12 plutonów w ramach czterech kompanii jako batalion);
- Rejon III – podinspektor por. rez. Kazimierz Konar „Żbikowski” (9 plutonów działających w ramach IV Zgrupowania oraz 4 plutony w dwóch kompaniach jako VI Zgrupowanie);
- Rejon IV – podinspektor ppor.cz. woj. Tadeusz Sztalkopf „Zarzycki Kazimierz” (6 plutonów jako IX Zgrupowanie, 6 plutonów jako X Zgrupowanie, 3 plutony oraz 47 kompania użyteczności publicznej jako XI Zgrupowanie);

Obwód II – Żoliborz, Marymont, Bielany
- inspektor kpt. rez. Henryk Kaniuk „Ludwik”; zastępca por. rez. Zygmunt Januszewski „Aleksander”.
- zastępca – por. piech. NN „Aleksander”
- Referat organizacyjny sierż. Florian Wardas „Roman”
- Referat informacyjny – NN
- Referat wyszkolenia por. piech. NN „Aleksander”
- Referat gospodarczy NN
- Referat sanitarny – dr med. Albin Olszański
- W dyspozycji obwodu 2 plutony użyteczności publicznej (pluton 298 „Muranów i 299)[4];

Podinspektoraty rejonowe
- - Rejon I – podinspektor kpt. rez. (Andrzej) Nikita Szlenczak-Jurczenko „Sokół Andrzej” (7 plutonów jako zgrupowanie);
  - Rejon II podinspektor plut. Czesław NN „Sławek” (3 plutony);
  - Rejon III – podinspektor sierż. Aleksander Nurowski „Łysy” zg. 3 sierpnia 1944; (2 plutony jako zgrupowanie);
  - Rejon IV – podinspektor ppor. rez. Czesław - Czesław Gniewiński „Kmita” (4 plutony jako kompania);

Obwód III – Wola
- inspektor por. rez. Tadeusz Zbigniew Gorayski „Topór” (zg. w sierpniu 1944). Brak danych o strukturze WSOP.

Obwód IV – Ochota
- inspektor por. rez. Stanisław Haykowski (areszt. listopad 1943), por. Hugon Kassur „Szatkowski” – zg. 10 sierpnia 1944; (1 pluton)
- zastępca – ppor. rez. piech. NN „Jaszczołt”
- Referat sanitarny – por. rez. lek. Bertold Kassur „Adamski”

Podinspektoraty rejonowe
- - Rejon I – podinspektor kpt. Stefan Orłowski „Podkowa”;
  - Rejon II podinspektor ppor. Stefan Rapiński „Technik”;
  - Rejon III podinspektor Edward Keller „Dzik” lub Eugeniusz Karaś[38].

Obwód V – Mokotów
- inspektor por. rez. Tadeusz Juliusz Olszewski „Wojtek” (zg. 16 września 1944);
- zastępca – por. rez. piech. Wacław Granat „Ryś”
- oficer bezpieczeństwa – NN „Krystian”
- oficer wyszkolenia – kpt. rez. piech. Marek Karski „Maciej”
- kwatermistrz – kpt. NN „Kłos”
- oficer gospodarczy – pchor. Jan Krzyżkiewicz „Pas”
- oficer płatnik – ppor. Tadeusz Walęcki „Grad”;
- oficer broni – ppor. rez. inż. Kazimierz Eysymont „Marian”
- Referat sanitarny – NN
- oficer dyspozycyjny – kpt. Kazimierz Budziszewski „Kuba”

Podinspektoraty rejonowe
- - Rejon I – podinspektor NN „Zych”; (1 i 5 kompanie WSOP);
  - Rejon II – podinspektor por. rez. Jan Kurjan „Solski” (10 plutonów w 6, 7 i 8 kompaniach WSOP);
  - Rejon III – podinspektor por. Aleksander Dąbkowski „Wilk” zg. (9, 10 i 11 kompanie WSOP);
  - Rejon IV – podinspektor por. rez. Hieronim Wojciechowski „Kurzawa” zg. 2 sierpnia 1944 (8 plutonów w 2 i 4 kompaniach WSOP)
  - Rejon V – brak danych.
  - Rejon VI – brak danych.

Obwód VI – Praga
- inspektor kpt. Ludwik Pągowski „Ludwik Notecki” (6 plutonów);
- I zastępca – kpt. Edmund Wąsowicz „Socjusz”;
- II zastępca – por. Kazimierz Wysokiński „Myna”;
- Oficer łączności – por rez. Andrzej Witkowski „Jachołowicz”;

Podinspektoraty rejonowe
- Rejon 1 – inspektor Stanisław Habros „Roland”, kryptonim 3101; zastępca ppor. Stefan Gocman „Oporczyk”, kryptonim 3102;
- Rejon 2 – NN
- Rejon 3 – podinspektor por. rez. Stanisław Celler „Kalina”;
- Rejon 4 – podinspektor por. Rudolf Auch „Skała”;
- Rejon 5 – NN (plutony WSOP 1100, 1200, 1300, 1400, 1500, 1600);

Obwód VII – Powiat Warszawski
- inspektor prawobrzeżny – mjr Kazimierz Karaszewski „Wołk”, kpt. Tomasz Reutt[39],
- adiutant – por. rez. kaw. (lub rotmistrz) Marian Byliński-Łodzia „Łodzic, Andrzej”[40]
- Referat organizacyjny – kpr. pchor. NN „Orski Karol”;
- Referat UP – ppor. rez. art. Włodzimierz Hellmann ps. „Bill”.

- inspektor lewobrzeżny – ppor. rez. Jan Strzałkowski „Żarski”; (kompania);
- I zastępca – por. rez. kaw. Sławosz Lubicz-Szydłowski „Wolski Adam”;
- II zastępca – por. rez. Jan Gaździcki „Kazik”
- Oficer ewidencyjno-personalny – sierż. Aleksander Rajchert „Roma”
- oficer łączności – strz. z cenz. Franciszek Rajchert „Grunwald”

VIII samodzielny rejon Okęcie – brak danych o istnieniu WSOP.
Według danych z lutego 1944 w Okręgu warszawskim było 198 plutonów WSOP (146 pełnych plutonów i 52 szkieletowe) obejmujące 10.000 żołnierzy.

## WSOP w powstaniu warszawskim
W trakcie powstania warszawskiego część oddziałów WSOP (ok. 3500 żołnierzy) przystąpiła do walki jako oddziały liniowe m.in.:
- I Batalion WSOP (znany jako Batalion „Dzik” (Rejon 1 Obwodu Śródmieście) na Starym Mieście, następnie Powiślu i Śródmieściu-Południowym;
- II Batalion WSOP „Narew” (Rejon 2 Obwodu Śródmieście, tworzący później Zgrupowanie „Kryska”);
- IV Zgrupowanie WSOP (późniejszy Batalion „Bełt” (Rejon 3 Obwodu Śródmieście) oraz kompanie WSOP w ramach Zgrupowania „Gurt”;
- 41 kompania z Rejonu 4 Obwodu Śródmieście weszła jako 9 kompania Batalionu „Kiliński”, a następnie jako 4 kompania w skład nowego batalionu szturmowego „Rum”[2].
- W Obwodzie Ochota walczył 40-osobowy pluton WSOP pod dowództwem ppor. Hugona Kassura „Szadkowskiego”. Oddział miał zająć gmach gimnazjum Szachtmajerowej przy ul. Białobrzeskiej 44, który miał zostać przeznaczony na szpital dla ludności cywilnej[43]. Pluton przyłączył się do oddziału por. por. Andrzeja Chyczewskiego „Gustawa” organizującego „Redutę Kaliską” i przejął gmach gimnazjum obsadzając go do 5 sierpnia. W nocy z 9 na 10 sierpnia wraz z całą załogą „Reduty Kaliskiej” przedostał się przez Pęcice do lasów chojnowskich. W trakcie odwrotu zginął dowódca plutonu ppor. „Szadkowski”[44].
- W Obwodzie Mokotów walczył VI batalion WOSP, w składzie 262 żołnierzy (w tym 25 łączniczek i sanitariuszek), z czego 110 żołnierzy stanowiła 2 kompania. Oddziały WSOP podporządkowane były dowódcy pułku „Baszta”, wspierając kompanię K3. 3 kompania od 18 sierpnia pełniła funkcję żandarmerii w obwodzie. Na Sadybie (Rejon 5) walczyła odrębnie 8 kompania WSOP pod dowództwem por. Wenancjusza Kuklińskiego „Romana (ok. 100 żołnierzy). Została ona rozbita zaś część powstańców przedostała się do lasów kabackich wchodząc w skład kompanii „Sadyba”, od 23 sierpnia walcząc ponownie na Mokotowie[45].

Oddziały WSOP wchodziły też w skład zgrupowań bojowych m.in. podległe okręgowi warszawskiemu, Zgrupowanie Użyteczności Publicznej WSOP „N-9215” (Elektrownia Miejska) weszło w skład [[Zgrupowanie „Krybar”|Grupy Bojowej „Krybar]“] na Powiślu.
Według ustaleń Adama Borkiewicza, w trakcie powstania zginęło 7 inspektorów obwodowych (na siedmiu), 112 oficerów i około 1200 szeregowych na 3500 zmobilizowanych.